# ホンダ・PCX
PCX（ピーシーエックス）は、本田技研工業が製造販売するスクータータイプのオートバイである。

## 概要
車名はPersonal Comfort Xaloonの略。
2009年10月の第41回東京モーターショーに市販予定車として125ccモデルを出品。同年11月よりタイで、2010年3月30日より日本で販売開始。他にヨーロッパ・東南アジア・北米・オーストラリアへ輸出販売される世界戦略車（グローバルモデル）である。排気量が異なる2車種がラインナップされており、125ccクラスがPCX（小型自動二輪車）、150ccクラスがPCX150（普通自動二輪車）となる。

## 車両解説
※本項では日本国内仕様を基にして型式ごとに解説を行う。
日本国内における車両区分は125ccモデルと150ccモデルでは異なる。
| 車名               | PCX/HYBRID/eHEV                                                | PCX150/160                                   |
| ------------------ | -------------------------------------------------------------- | -------------------------------------------- |
| 型式               | EBJ-JF28 EBJ-JF56 2BJ-JF81 2AJ-JF84 2BJ-JK05 2AJ-JK06 8BJ-JK05 | JBK-KF12 JBK-KF18 2BK-KF30 2BK-KF47 8BK-KF47 |
| 道路交通法         | 小型自動二輪車                                                 | 普通自動二輪車                               |
| 道路運送車両法     | 原動機付自転車第二種甲                                         | 軽自動車（軽二輪）                           |
| 自動車専用道路走行 | 不可                                                           | 可能                                         |
| 法定点検義務       | なし                                                           | あり(ただし罰金はなし)                       |

### JF28 / KF12 (初代)
タイホンダ・マニュファクチュアリングカンパニー・リミテッド（Thai Honda Manufacturing Co., Ltd.）が製造し、本田技研工業が輸入事業者となる。型式名は125ccモデルがEBJ-JF28、150ccモデルがJBK-KF12。
「クラスを超えた質感の高さと先進スタイリング」「高い動力性能と環境性能の両立」「スクーターに求められる快適さと使い勝手の良さ」をキーワードにした車体は、流線型カウルやウインカー一体型のデュアルハロゲンヘッドライトを採用。2010年のグッドデザイン賞を受賞した。
前後ホイールは走行安定性と乗り心地確保の点から14インチとし、ブレーキは前輪が3ポットキャリパーのディスクブレーキ、後輪がドラムブレーキであるが、後ブレーキレバーの動作で連動するコンビブレーキを採用する。
装備面では、ハンドルがスポーツ車と同様のパイプハンドルを採用。キーシリンダーはセキュリティ対策からシャッター付きとしたほか、燃料タンクとシートはスイッチによる操作とし、シート下には容量25Lのメットインスペースを装備する。
エンジンは、排気量124cc水冷SOHC4ストローク単気筒エンジンを搭載。停車時に自動的にエンジンを止めるアイドリングストップ機能のほか、125ccクラススクーターとしては初となるスターターモーターと交流発電機が一体化されたACGスターターを採用し、空燃比フィードバック制御・モノリス型三元触媒・ブローバイガス還元装置を装備する。2011年にオフセットシリンダー、ローラーロッカーアームならびにシャフトへシェル型ニードルベアリングを使用、発電制御の知能化など多岐にわたる徹底的な低摩擦化を実施し、さらに省燃費性能を向上させたグローバルエンジン「eSP」に進化させることが発表され、日本仕様では2012年のマイナーチェンジならびに追加されたPCX150から搭載された。
遍歴
2010年3月16日発表、同月30日発売
- 以下の車体色を設定
  -  パールヒマラヤズホワイト
  -  アステロイドブラックメタリック
  -  キャンディーロージーレッド

2012年4月20日発表 同年5月11日発売でマイナーチェンジを実施
- エンジンをeSPエンジンに換装
- エンジンマウント位置・シートバックレストの形状変更
- 燃料タンク容量が6.1L→5.9Lに減少
- 車重が126kg→128kgに増加
- 燃料タンクリッド開口方向を変更
- 35Lトップボックス・ロングタイプウインドシールドを新たにオプション設定
- 車体色で以下の変更
  - 廃止： キャンディーロージーレッド
  - 新設： キャンディーライトニングブルー

| PCX150（タイ仕様車）  |  | メーターコンソール |
| PCX150 （タイ仕様車） |  | メーターコンソール |

2012年4月20日発表、同年6月7日発売で排気量を152㏄へ拡大したPCX150を追加
- 以下の車体色を設定
  -  パールヒマラヤズホワイト
  -  ミレニアムレッド

2012年11月29日発表、同年12月14日発売で総計4,000台限定の特別カラーモデルPCX Special Editionを追加
- パールヒマラヤズホワイトxトリコロールストライプ：1,800台限定
- マットガンパウダーブラックメタリックxゴールドストライプ：2,200台限定

2012年12月20日発表、2013年1月17日発売でPCX150に以下の車体色を追加
- マットガンパウダーブラックメタリック

### JF56 / KF18 (2代目)
型式名は125ccモデルがEBJ-JF56、150ccモデルがJBK-KF18。先代からのフルモデルチェンジで主な変更点を以下に示す。
- 製造をベトナムの現地法人ホンダベトナムカンパニー・リミテッド（Honda Vietnam Co., Ltd.）へ移管
- エンジンセッティングおよび加速の適正化
- ヘッドランプ・テールランプ・ウインカー・ライセンスランプをLED化
- ハザードランプを標準装備化
- 燃料タンク容量を5.9L→8.0Lに増加
- シート開閉時に途中の位置で固定できるストッパー機構を採用
- グローブBOX内にアクセサリーソケットを装備
- メーターに時計・平均燃費計を装備

遍歴
2014年4月11日発表。125ccモデルが同月24日、150ccモデルが同年5月16日発売
- 以下の車体色を設定
  -  ポセイドンブラックメタリック
  -  パールジャスミンホワイト
  -  キャンディーノーブルレッド（PCXのみ）
  -  マットテクノシルバーメタリック（PCX150のみ）

2015年5月18日発表、同月22日発売で以下の2カラーバリエーションをPCX・PCX150共通とする変更を実施
- キャンディーノーブルレッド
- マットテクノシルバーメタリック

PCXが2016年2月19日発表、同月26日発売で、PCX150が同年4月21日発表、同月22日発売でカラーバリエーション変更
- 廃止： キャンディーノーブルレッド
- 新設： パールダークアッシュブルー

さらにPCX150のカラーバリエーション変更に併せて以下の特別仕様を施したPCX Special Edition・PCX150 Special Editionを同年7月31日まで受注期間限定で追加
- 以下の部分に赤色をコーディネート
  - フロントカバー・ボディーカバー・グラブレール・シートステッチ・リヤサスペンションスプリング・ボディーカバー側面の立体エンブレム
- 車体色は以下の2種を設定
  -   ポセイドンブラックメタリック
  -   パールジャスミンホワイト
- 価格は標準色に対して10,000円高（税抜）

2017年2月1日発表、同月10日発売でカラーバリエーション変更
- 従来からの継続色
  -  パールダークアッシュブルー
  -  パールジャスミンホワイト
  -  ポセイドンブラックメタリック
- 新規追加色
  -  クリッパーイエロー
  -   キャンディーロージーレッド（ツートーン）
  -   ポセイドンブラックメタリック（ツートーン）
- 廃止色
  -  マットテクノシルバーメタリック

### JF81・JF84 / KF30 (3代目)
2017年10月27日 - 11月5日に開催された第45回東京モーターショーに市販予定車として出展された量産用オートバイでは世界初となるハイブリッドシステムを搭載したPCX HYBRIDならびに定格出力0.98kwの交流同期電動機を着脱可能なリチウムイオンバッテリーで駆動するEVのPCX ELECTRICに併せたフルモデルチェンジ車である。
従来からのガソリンエンジン搭載車は2016年7月1日に施行された欧州Euro4とWMTCを参考とした規制値および区分の平成28年自動車排出ガス規制に対応させ、2017年12月13日にインドネシア向け仕様150を発表。日本国内向け仕様は2018年3月15日に型式名を125㏄モデルが2BJ-JF81、150㏄モデルが2BK-KF30として発表された。
また派生モデルとしてPCX150＜ABS＞をベースにアドベンチャータイプとしたADV150が製造販売される。
2代目のEBJ-JF56・JBK-KF18からは以下の変更を実施。
- フレーム形式をアンダーボーン→ダブルクレードルへ変更
- エンジン型式名をJF81E・KF30Eへするとともに一部仕様変更
  - KF30E型はKF18E型の内径x行程：58.0x57.9（mm）を57.3x57.9（mm）へ変更したため排気量も152→149ccへダウン
- ホイールを軽量化するとともに前後タイヤサイズをワイド化
  - 90/90-14 46P（前）100/90-14 51P（後）→100/80-14M/C 48P（前）120/70-14M/C 55P（後）
- リヤサスペンションのエンジン側取付部を後部下方へ変更しストローク量を増加
- スマートキーシステムを採用
- 150ccモデルにETC車載器・アンテナ取付を考慮した専用設計ならびに前輪のみ動作するABSを搭載するPCX150＜ABS＞をタイプ設定

型式名2AJ-JF84のPCX HYBRIDは、動力源として排気量124ccのJF84E-K96型エンジンならびに最高出力1.4KW[1.9ps]/3,000rpm・最大トルク4.3N・m[0.44kgf･m]/3,000rpm・定格出力0.36KWの交流同期電動機を搭載するほか、以下の特徴を持つ。
- 容量28Lのメットインスペース後方に48Vリチウムイオンバッテリーを搭載しACGスターターに駆動アシストの機能を追加
- フロントカウル内部にアシスト制御やバッテリー監視機能などを持つパワードライブユニットPDUを搭載
- 変速モードを快適な走行と適度なアシストを両立し低燃費に寄与するDモードとアシストを強めてよりスポーツ性を高めたSモードへの切換が可能
- メーターパネルディスプレイは従来のスピード・時計・平均燃費に加え変速モード・エンジンへのアシストレベル・リチウムイオンバッテリーチャージレベルならびに残量の追加
- PCX150にオプション設定される前輪のみ動作するABSを標準装備

遍歴
2018年3月15日発表。125ccモデルが同年4月6日、150ccモデルが同年4月20日発売。
年間販売目標を125ccモデルが15,000台、150ccモデルを6,000台とし、消費税8%込希望小売価格を以下に設定。
- PCX：342,360円
- PCX150：373,680円
- PCX150＜ABS＞：395,280円

車体色は以下の4種を設定。
- キャンディラスターレッド
- ポセイドンブラックメタリック
- パールジャスミンホワイト
- ブライトブロンズメタリック

2018年7月6日発表、同年9月14日発売でPCX HYBRIDを追加。
年間販売目標は2,000台で消費税8%込希望小売価格を432,000円に、車体色は以下の1種類に設定。
- パールダークナイトブルー

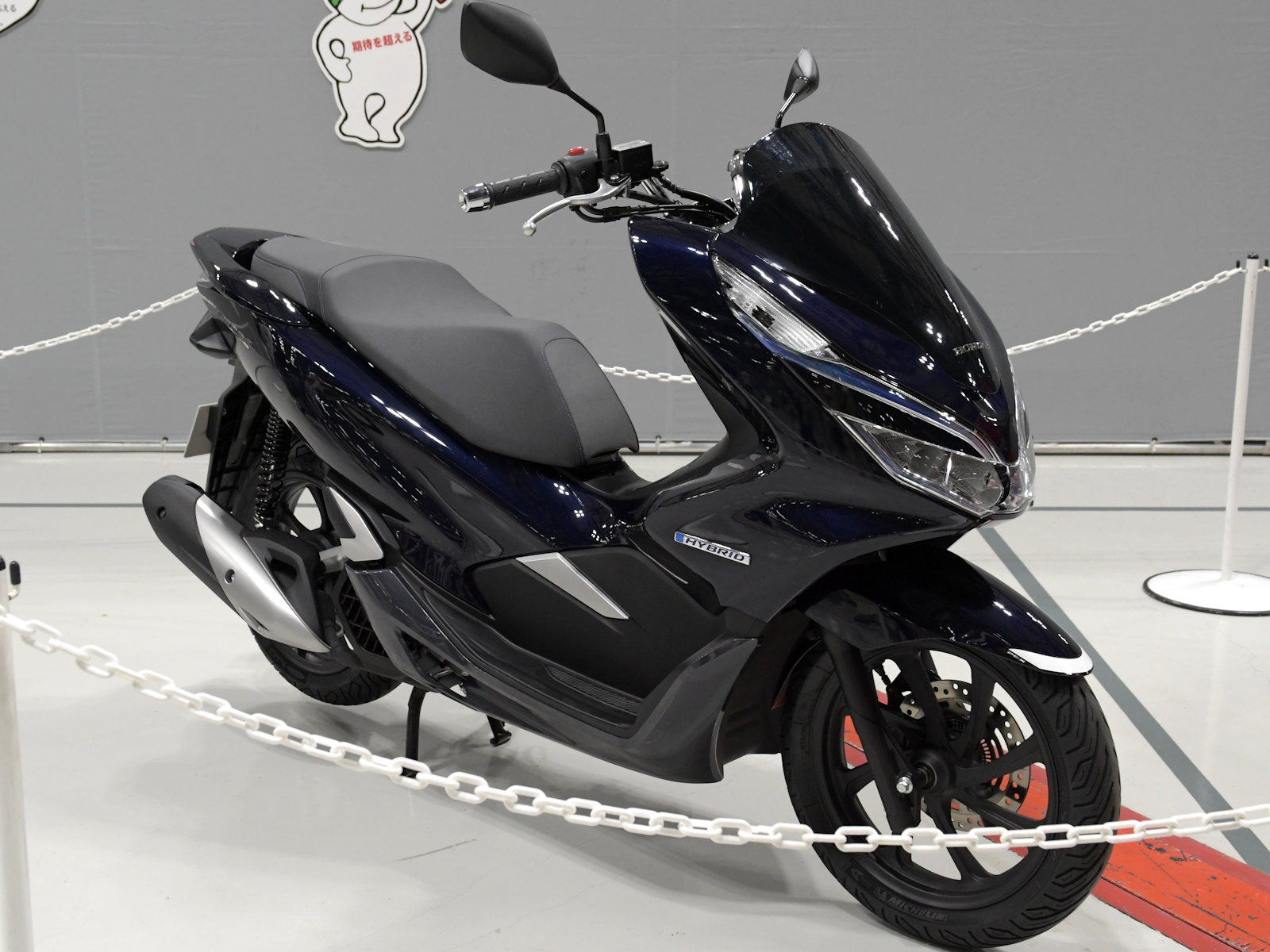
PCX HYBRID

### JK05・JK06 / KF47 (4代目)
2020年12月08日発表、2021年1月28日発売。型式名は125ccモデルが2BJ-JK05、ハイブリッドモデルが2AJ-JK06、160ccモデルが2BK-KF47。ハイブリッドモデルは「PCX e:HEV（イーエイチイーブイ）」の名称となった。
- 以下の車体色を設定
  -  マットディムグレーメタリック（JK05・KF47のみ）
  -  キャンディラスターレッド（JK05・KF47のみ）
  -  ポセイドンブラックメタリック（JK05・KF47のみ）
  -  パールジャスミンホワイト
  -  マットコスモシルバーメタリック（JK05のみ）

先代からのフルモデルチェンジで主な変更点を以下に示す。
- フレームを一新
- JK05型とJK06型は4バルブ化した新設計エンジン「eSP+（イーエスピープラス）」を搭載
- KF47型は排気量を156ccにアップ
- 前輪ブレーキにABSを採用
- 後輪ブレーキにディスクブレーキを採用
- コンビブレーキの廃止
- シガーソケットを廃止し、USB type Cソケットを採用
- ホンダセレクタブルトルクコントロールを採用
- ラバーマウントハンドルホルダーを採用
- 後輪はインチダウンし、前後タイヤサイズをワイド化
  - 100/80-14M/C 48P（前）120/70-14M/C 55P（後）→110/70-14M/C 50P（前）130/70-13M/C 63P（後）
- ラゲッジボックスの容量をJK05型とKF47型は30Lに、JK06型は24Lに拡大

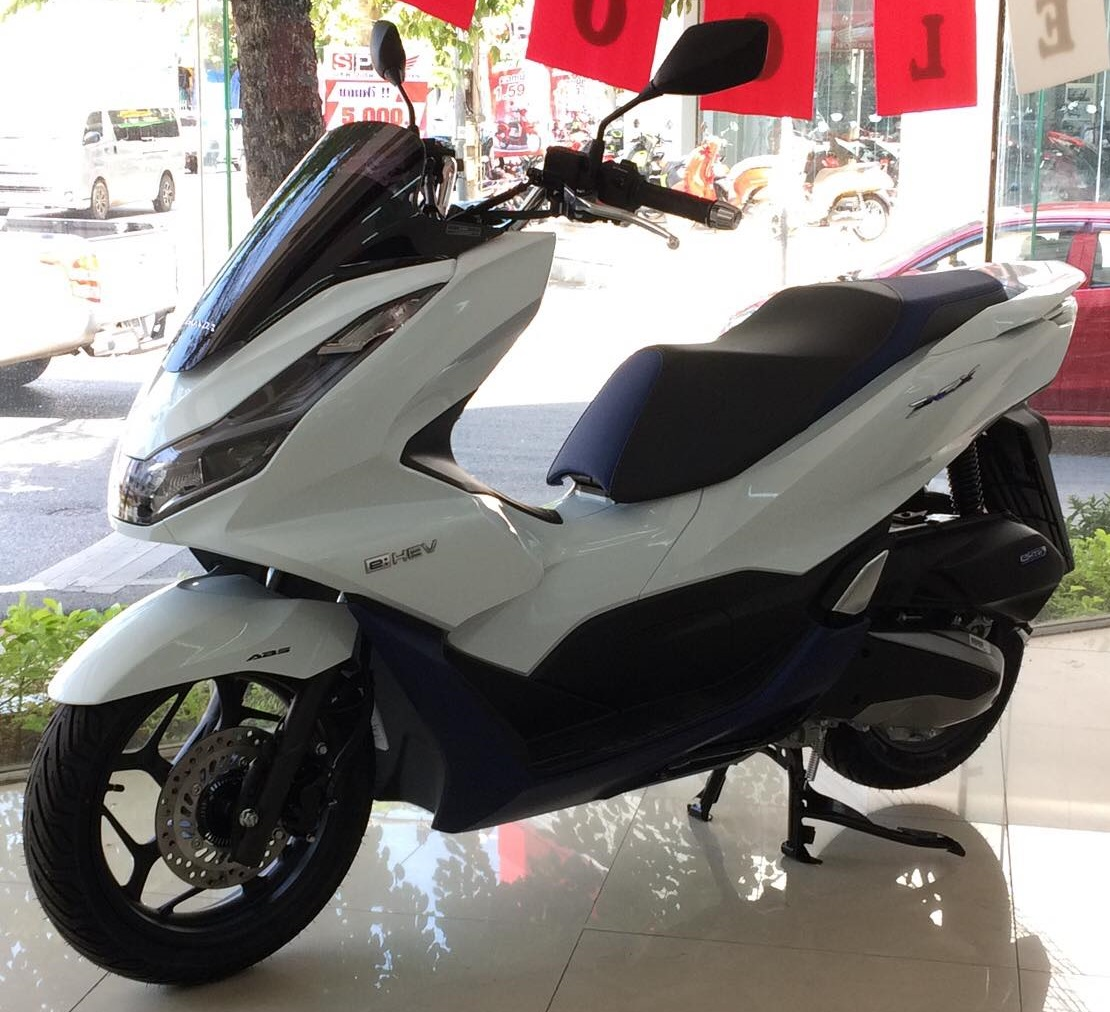
PCX e:HEV

### JK05 / KF47 (5代目)
2025年01月16日発表、同年2月6日発売。型式名は125ccモデルが8BJ-JK05、160ccモデルが8BK-KF47となったを相変わらず。
- 以下の車体色を設定
  -  マットスターリーブルーメタリック
  -  パールジュピターグレー
  -  パールスノーフレークホワイト
  -  パールマゼラニックブラック

先代からのフルモデルチェンジで主な変更点を以下に示す。
- フロントまわりは新形状のヘッドライトを採用
- メーターの装飾変更
- シルバーのハンドルカバーを新たに採用
- リアまわりは発光部を新デザインとしたテールランプ